# La Roche-sur-le-Buis
La Roche-sur-le-Buis ist eine französische Gemeinde im Département Drôme in der Region Auvergne-Rhône-Alpes. Die Gemeinde liegt nur drei Kilometer von Buis-les-Baronnies entfernt an der Straße nach Le Poët-en-Percip.

## Geschichte
Im 18. Jahrhundert wurde die Kirche von La Roche-sur-le-Buis von der Abbaye Saint-André de Villeneuve-lès-Avignon geweiht.

### Bevölkerungsentwicklung
| Jahr                       | 1962 | 1968 | 1975 | 1982 | 1990 | 1999 | 2007 | 2017 |
| Einwohner                  | 155  | 134  | 147  | 196  | 211  | 287  | 325  | 288  |
| Quellen: Cassini und INSEE |      |      |      |      |      |      |      |      |

## Sehenswürdigkeiten
In der Gemeinde gibt es mehrere denkmalgeschützte Bauwerke, darunter auch die Kirche. Interessant ist auch der Brunnen im Ortskern.

## Wirtschaft
La Roche-sur-le-Buis ist fast ausschließlich touristisch geprägt. Im Ort befindet sich daher auch ein Café mit Blick auf die Felsen rund um Buis-les-Baronnies.